# Phylloscopus claudiae
Phylloscopus claudiae é uma espécie de ave da família Phylloscopidae.
Apenas pode ser encontrada no seguinte país: China.
Os seus habitats naturais são: florestas temperadas.